# Zasnówka

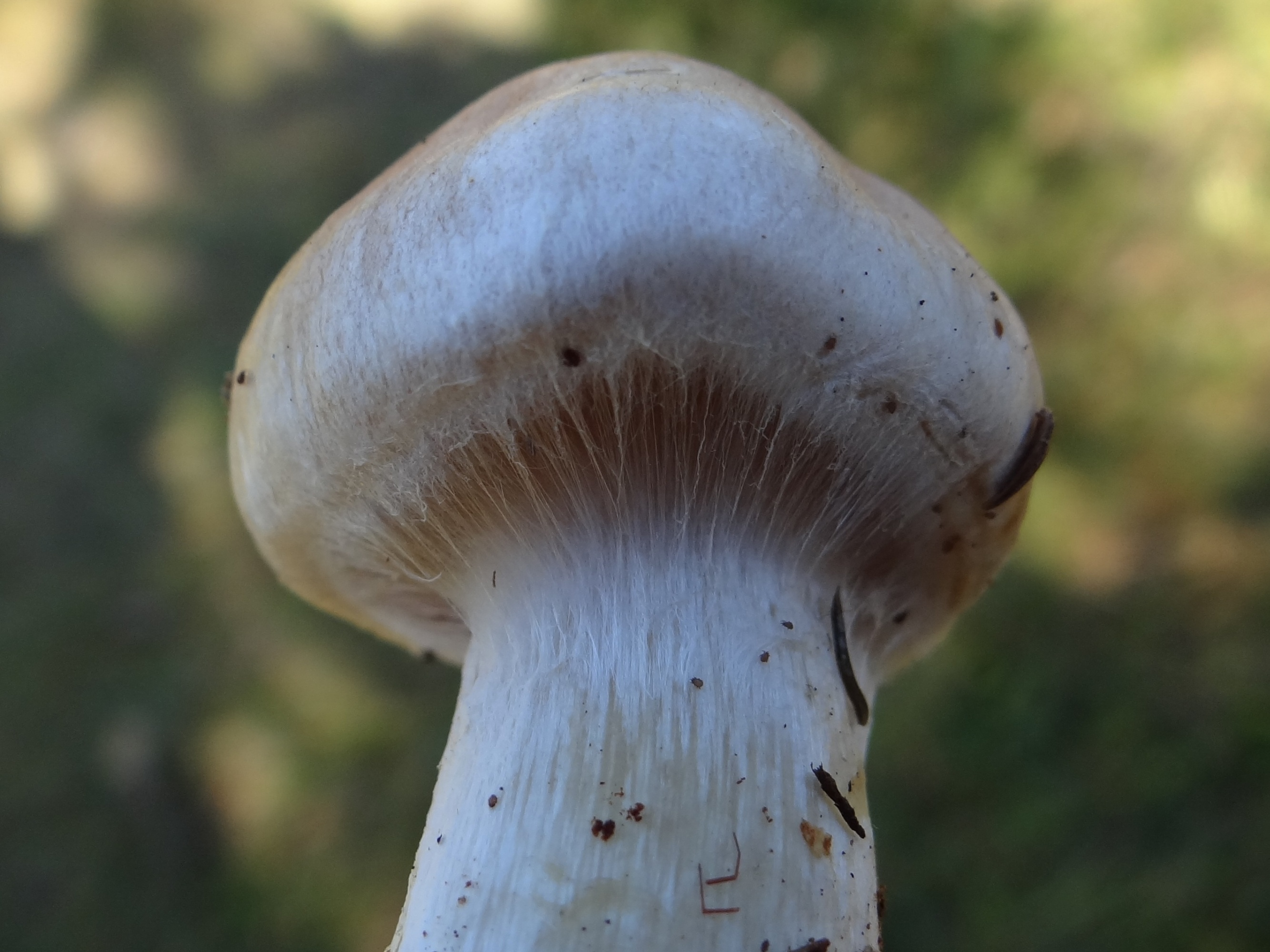
Zasnówka u zasłonaka cynamonowofioletowego

Zasnówka (łac. cortina) – pajęczynowate pozostałości osłony częściowej (velum partiale) na dojrzałych owocnikach niektórych grzybów kapeluszowych. Zasnówka występuje np. u zasłonaków (Cortinarius), strzępiaków (Inocybe) i ma postać delikatnych niteczek, dość łatwo znikających. Zasnówki mogą być cienkie i pajęcze, składające się z kilku pajęczych nici – lub mogą być grubsze i bardziej gęste, czasami tak grube i gęste, że mogą być podobne do pierścienia. Czasami zasnówka może być bardzo trudna do zobaczenia. Morfologia i kolor zasnówki jest ważny przy rozróżnianiu gatunków.
Włókniste nici zasnówki często wychwytują opadające z blaszek grzyba zarodniki (zwykle o ochrowej lub brązowej barwie), wskutek czego na trzonie tworzą się różnorodne smugi. Ich barwa i morfologia ma znaczenie przy określaniu gatunku. Istotna jest także ich trwałość; zwykle są bardzo delikatne i szybko zanikają, zwłaszcza podczas deszczów, z tego powodu młode okazy z zasnówką mają większą wartość diagnostyczną. U niektórych jednak gatunków resztki zasnówki utrzymują się długo.